# Odžak (Kupres, BiH)
Odžak je naseljeno mjesto u općini Kupres, Federacija Bosne i Hercegovine, BiH.

## Stanovništvo

### 1991.
Nacionalni sastav stanovništva 1991. godine, bio je sljedeći:
ukupno: 221
- Hrvati - 194
- Srbi - 16
- Muslimani - 10
- ostali, neopredijeljeni i nepoznato - 1

### 2013.
Nacionalni sastav stanovništva 2013. godine, bio je sljedeći:
ukupno: 226
- Hrvati - 215
- Bošnjaci - 9
- ostali, neopredijeljeni i nepoznato - 2